# Tetrastigma caudatum
Tetrastigma caudatum är en vinväxtart som beskrevs av Merrill & Chun. Tetrastigma caudatum ingår i släktet Tetrastigma och familjen vinväxter. Inga underarter finns listade i Catalogue of Life.